# Fisostigmina
La fisostigmina, també coneguda com a eserina, és un alcaloide indòlic natural extret de la fava de Calabar (Physostigma venenosum). Actua com un anticolinesteràsic i parasimpaticomimètic i com a tal té acció colinèrgica, i antagònic de l'atropina i l'escopolamina. La fisostigmina també estimula indirectament els receptors tant nicotínics com muscarínics. El producte químic es va sintetitzar per primera vegada el 1935 pels químics Percy Lavon Julian i Josef Pikl. Actualment també es pot obtenir de cultius de Streptomyces griseofuscus
S'ha utilitzat com a miòtic, sialagog i antiespasmòdic. En forma de salicilat o, més rarament, de sulfat, és usada en el tractament del glaucoma. Per via parenteral s'ha emprat en el tractament de l'atonia intestinal postoperatòria, en algunes retencions urinàries i en la intoxicació per drogues curaritzants. Actualment s'està investigant el seu ús per al tractament d'Alzheimer, car en aquesta malaltia hi ha un dèficit colinèrgic del sistema nerviós central amb baixa concentració de acetilcolinesterasa. Alguns dels seus derivats han estat utilitzats en el tractament de miastènia gravis.
Se l'ha de considerar un potent verí i la intoxicació deguda a fisostigmina provoca una crisi colinèrgica amb asfíxia, convulsions, asistòlia i, en els casos greus, fins i tot la mort.